# Domaine de la Fédial
Le domaine de la Fédial est une propriété comprenant la maison où Jean Jaurès a passé son enfance. Il est situé à Castres, dans le Tarn, en région Occitanie.

## Description
Après avoir acquis le domaine de la Fédial en 1856, Jules Jaurès, le père de Jean Jaurès, y construit une maison d'habitation vers 1860, qui s'ajoute au différentes bâtiments agricoles déjà présents. Dès lors la famille Jaurès va quitter sa maison du centre-ville de Castres pour s'installer sur le domaine, où Jean Jaurès passera son enfance. Le 27 mai 1882, le cercueil de Jules Jaurès est déposé sous un appentis de la propriété, appentis qui n'a pas été modifié depuis. Une partie du domaine a brûlé en avril 1965, mais a ensuite été restauré par les propriétaires.
Le domaine de la Fédial est inscrit au titre de monument historique par arrêté du 5 mai 1964.